# Lichenochora bellemerei
Lichenochora bellemerei är en lavart som beskrevs av Nav.-Ros., Cl. Roux & Diederich 1998. Lichenochora bellemerei ingår i släktet Lichenochora, ordningen Phyllachorales, klassen Sordariomycetes, divisionen sporsäcksvampar och riket svampar.   Inga underarter finns listade i Catalogue of Life.